# مخابي (ناطع)

تعديل مصدري - تعديل

مخابي هي إحدى قرى عزلة ريمة بمديرية ناطع التابعة لمحافظة البيضاء، بلغ تعداد سكانها 121 نسمة حسب تعداد اليمن لعام 2004.